# Гребенча Михайло Кузьмич
Михайло Кузьмич Гребенча (1897, Малаєшти, Тираспольський повіт, Херсонська губернія — 21 червня 1948, Москва) — радянський математик, педагог, професор, завідувач кафедри математики Московського гірничого інституту (нині — Гірничий інститут НДТУ "МІСіс"). У 1941 році — виконувач обов'язків ректора Московського гірничого інституту ім. Й. В. Сталіна. Можливо, був ректором ММПІ ім. В. П. Потьомкіна.

## Життєпис
Михайло Кузьмич Гребенча народився 1897 року в родині народного вчителя села Малаєшти Тираспольського повіту Херсонської губернії. Молдованин. 1915 року закінчив гімназію в Миколаєві, того ж року вступив на фізико-математичний факультет Московського університету. У квітні 1918 року, студентом Московського університету, вступив добровольцем до лав Червоної Армії. Учасник Громадянської війни, брав участь у боях на Південному фронті, контужений, після чого демобілізований у жовтні 1918 року. Після повернення з фронту відновився в Московському університеті, який закінчив 1919 року.
Відразу після закінчення університету, у березні 1919 року, вступив на посаду викладача підготовчих курсів Московської гірничої академії. 1920 року М. К. Гребенчу на загальних зборах професорсько-викладацького складу обрано професором МГА за кафедрою математики. Як і багато студентів і викладачів, у голодні 1920-ті роки бідував. Василь Семенович Ємельянов, який був тоді студентом МГА, згадував:
|  | Донині стоїть переді мною постать професора математики М. К. Гребенчі в зношеному... пальті, що нагадує якийсь дивний мішок, який він підперізував сплетеною з лика мотузкою. Потираючи змерзлі руки, він брав крейду і говорив нам про основи диференціального числення, силкуючись написати крейдою рівняння: крейда кришилася, дряпала і не писала.Оригінальний текст (рос.) До сих пор стоит передо мною фигура профессора по математике М.К. Гребенчи в изношенном…пальто, напоминающем какой-то странный мешок, который он подпоясывал сплетенной из мочалы веревкой. Потирая озябшие руки, он брал мел и говорил нам об основах дифференциального исчисления, силясь написать мелом уравнения: мел крошился, царапал и не писал. |

1930 року після поділу Московської гірничої академії на шість вузів, М. К. Гребенча зайняв посаду професора — завідувача кафедри математики Московського гірничого інституту (нині — Гірничий інститут НДТУ «МІСіс»). Кафедрою керував до останніх днів життя.
Крім МГА і пізніше МГІ, викладав також у вечірньому Московському міському педагогічному інституті з моменту його організації в 1931 році. За повідомленням колишнього декана фізико-математичного факультету Курського державного педагогічного інституту Лідії Михайлівни Леонідової, 1932 року був ректором МДПІ. 1933 року, коли при вечірньому інституті відкрилось денне відділення, зайняв посаду завідувача кафедри математики. Після введення декількох кафедр обійняв посаду завідувача кафедри алгебри та елементарної математики, на якій залишався до кінця життя.
У перші місяці війни, під час німецького наступу на Москву, був виконувачем обов'язків директора Московського гірничого інституту (рішенням Всесоюзного Комітету з вищої школи (ВКВШ) зав. кафедри математики професора М. К. Гребенчу від 17 жовтня 1941 року призначено виконувачем обов'язків директора МГІ), зберіг все обладнання закладу і забезпечив його планомірну евакуацію. Сам евакуюватися з Москви відмовився, на базі обладнання, що залишилося, розгорнув роботу на потреби фронту. Крім того, до повернення МГІ з евакуації вів велику роботу з організації і налагодження занять у Московському міському педагогічному інституті і, спільно з професором Н. О. Глаголєвим — у Московському державному університеті.
Був одним з найпопулярніших викладачів, легендою Московського гірничого інституту. Ветерани інституту згадували про це так:
|  | Нам говорили, що професор Гребенча талановитий математик, його дуже цінував знаменитий Кисельов - голова московської школи математики, за підручниками якого ми вивчали інтегральне і диференціальне обчислення. Говорили, що Гребенча - циган, хлопчиськом відстав від свого табору і застряг в Москві. Тут він проявив неймовірні природні здібності, всіх вражав блискавичною швидкістю осягнення всіх премудростей науки, зійшов яскравою зіркою, став професором столичного вузу. Циган-математик чудово грав на скрипці і збирав у своїй квартирці на чаювання «могутню купку». У Гребенчи проходили справжні літературно-музичні вечори.Оригінальний текст (рос.) Нам говорили, что профессор Гребенча талантливейший математик, его очень ценил знаменитый Киселев - глава московской школы математики, по учебникам которого мы изучали интегральное и дифференциальное исчисления. Говорили, что Гребенча - цыган, мальчишкой отставший от своего табора и застрявший в Москве. Тут он проявил невероятные природные способности, всех поражал молниеносной скоростью постижения всех премудростей науки, взошел яркой звездой, стал профессором столичного вуза. Цыган-математик прекрасно играл на скрипке и собирал в своей квартирке на чаепитие «могучую кучку». У Гребенчи проходили настоящие литературно-музыкальные вечера. |

А ось інший опис:
|  | Із задоволенням відгукнулися колеги про один з вечорів, що майже регулярно проводяться на квартирі М. К. Гребенчі, розташованій на другому поверсі флігеля у дворі МГІ. Учасниками вечора-зустрічі були колоритні фігури. Михайло Кузьмич Гребенча - професор, зав. кафедрою вищої математики. Задумливий, стриманий, лаконічно точний у висловленнях. Чубатий, у пенсне, з баритональним грудним голосом. Любитель грати на скрипці, виконувати циганську і класичну музику під акомпанемент рояля.Оригінальний текст (рос.) С удовлетворением отзывались коллеги об одном из вечеров, почти регулярно проводимых на квартире М.К. Гребенчи, которая находилась на втором этаже флигеля во дворе МГИ. Участниками вечера-встречи были колоритные фигуры. Михаил Кузьмич Гребенча - профессор, зав. кафедрой высшей математики. Задумчивый, сдержанный, лаконично точный в выражениях. Вихрастый, в пенсне, с баритональным грудным голосом. Любитель играть на скрипке, исполнять цыганскую и классическую музыку под аккомпанемент рояля. |

Помер 1948 року. Про смерть повідомив П. С. Александров на засіданні Московського математичного товариства, учасники засідання вшанували пам'ять М. К. Гребенчі.

## Наукова та педагогічна діяльність
Широко освічений математик великої ерудиції, М. К. Гребенча працював в галузі як теоретичної, так і прикладної математики, а також у галузі методики викладання математики.
Йому належать понад 30 робіт з різних наукових, прикладних та методичних тем. Відомий як автор низки підручників, які набули поширення, багато разів перевидавалися, зокрема й за межами Радянського Союзу (курс диференціальних рівнянь, курс математичного аналізу, підручник арифметики для учительських інститутів). Його підручники перевидавалися багато років після його смерті, а математичні етюди досі перевидаються в періодичних виданнях.
Праці Гребенчі в галузі прикладної математики тісно пов'язані з дослідницькою роботою Гірничого інституту, він зробив значний внесок у вирішення низки проблем в галузі гірничої справи, зокрема, проблеми вибору найвигіднішого місця закладення шахти.
Плідною була багаторічна діяльність М. К. Гребенчі у сфері освіти. Від початку своєї наукової та педагогічної діяльності він брав участь у розробці й обговоренні програм, навчальних планів, рецензуванні підручників і методичних посібників тощо. Після смерті професора Н. А. Глаголєва 1945 року став головою секції математики Навчально-методичної ради Міністерства освіти РРФСР. Від 1946 року був головою наукової комісії з математики при Головному управлінні вищих навчальних закладів Міністерства освіти.

## Вибрані праці
- Об одном обобщении алгоритма непрерывных дробей / Проф. М. К. Гребенча. — [Москва]: [б. и.], [1923] (тип. им. Артема).
- Нахождение точки наивыгоднейшего сосредоточения грузов при откатке: Сборник статей / Проф. М. К. Гребенча ; Глав. упр. каменноугольной и сланцевой пром-сти НКТП Главуголь. Упр. глав. инж-ра. — Москва ; Грозный ; Гос. науч.-техн. горно-геол.-нефт. изд-во, 1934 (Л. : тип. им. Евг. Соколовой).
- Обыкновенные диференциальные уравнения: Пособие для высш. педагог. учеб. заведений / Проф. М. К. Гребенча. — Москва: Гос. учеб.-педагог. изд., 1937.
- Дополнительный сборник алгебраических задач [Текст]: Утв. НКП РСФСР / Под ред. проф. М. К. Гребенча. — Москва: Учпедгиз, 1940 (Ленинград).
- Курс математического анализа: Допущено ВКВШ при СНК СССР в качестве учеб. пособия для пед. ин-тов и гос. ун-тов. Ч. I. Функции одного аргумента / М. К. Гребенча и С. И. Новоселов. — Москва: Учпедгиз, 1941.
- Арифметика / М. К. Гребенча. — Москва ; Ленинград: Учпедгиз, 1947 (Ленинград: Тип. «Печ. двор»).
- Курс математического анализа: Пособие для физ.-мат. фак. пед. ин-тов / М. К. Гребенча и С. И. Новоселов. — 2-е изд. — Москва: Учпедгиз, 1948—1949 (Образцовая тип.). — 1 т.
- Курс математического анализа: Пособие для физ.-мат. фак. пед. ин-тов / М. К. Гребенча и С. И. Новоселов. — 2-е изд. — Москва: Учпедгиз, 1948—1949 (Образцовая тип.). — 2 т.
- Теория чисел: Учеб.-метод. пособие для заочников пед. ин-тов / М. К. Гребенча ; Гл. упр. высш. учеб. заведений М-ва просвещения РСФСР. Науч.-метод. кабинет по заоч. обучению учителей. — Москва: Учпедгиз, 1949 (Ленинград: тип. им. Ворошилова).
- Matematikai analízis. Kötet 1 / M. K. Grebencsa — Sz. I. Novoszjolov ; Ford. Dessewafy Olivér. — 2-ik, változatlan kiadás. — Budapest: Tankönyvkiadó, 1952.
- Matematikai analízis / M. K. Grebencsa, Sz. I. Novoszelov ; A fordítás Dessewffy Olivér munkája. — Budapest: Tankönyvkiadó, 1951—1952. — 2 т.
- Арифметика: Пособие для студентов учительских ин-тов / М. К. Гребенча, С. Е. Ляпин. — 2-е изд., перераб. — Москва: Учпедгиз, 1952.
- Курс математического анализа: [Учеб. пособие для физ.-мат. фак. пед. ин-тов] / М. К. Гребенча, С. И. Новоселов. — Москва: Учпедгиз, 1953. — 2 т.
- Курс математического анализа: [Для физ.-мат. фак. пед. ин-тов и гос. ун-тов] / М. К. Гребенча, С. И. Новоселов. — Москва: Высш. школа, 1960. — 1 т.
- Курс математического анализа: [Учеб. пособие для физ.-мат. фак. пед. ин-тов] / М. К. Гребенча, С. И. Новоселов. — 3-е изд. — Москва: Учпедгиз, 1951—1961. — 2 т.

## Визнання
Президія Верховної Ради СРСР нагородила М. К. Гребенчу 1938 року орденом Трудового Червоного Прапора, а 1944 року — медаллю «За оборону Москви». Міністерство вугільної промисловості СРСР і Міністерство освіти РРФСР нагородили почесними знаками «Відмінник соціалістичного змагання Міністерства вугільної промисловості СРСР» та «Відмінник народної освіти РРФСР».